# Antenna Hungaria
Antenna Hungaria est l'opérateur de télédiffusion historique hongrois.

## Actionnariat
En 2005, le gouvernement hongrois cède ses parts représentant 75% du capital de la société à Swisscom. L'année suivante, après que Swisscom a annoncé souhaiter se porter acquéreur d'actions supplémentaires, la société devient propriétaire de 97,99% de l'opérateur de télédiffusion hongrois, avant de détenir 100% des actions.
En 2007, la société TDF  achète Antenna Hungaria auprès de Swisscom pour la somme de 540 millions de francs suisses.
À partir du 30 mai 2014, l'opérateur redevient une structure publique, avec le rachat des parts de TDF par l'entreprise publique de prestations et de services d’information et de télécommunications pour le secteur public hongrois.